# Georg Heinrich Berkhan (Jurist)
Georg Heinrich Berkhan (* 18. Oktober 1794 in Hamburg; † 31. Juli 1868 ebenda) war ein deutscher Jurist.

## Leben

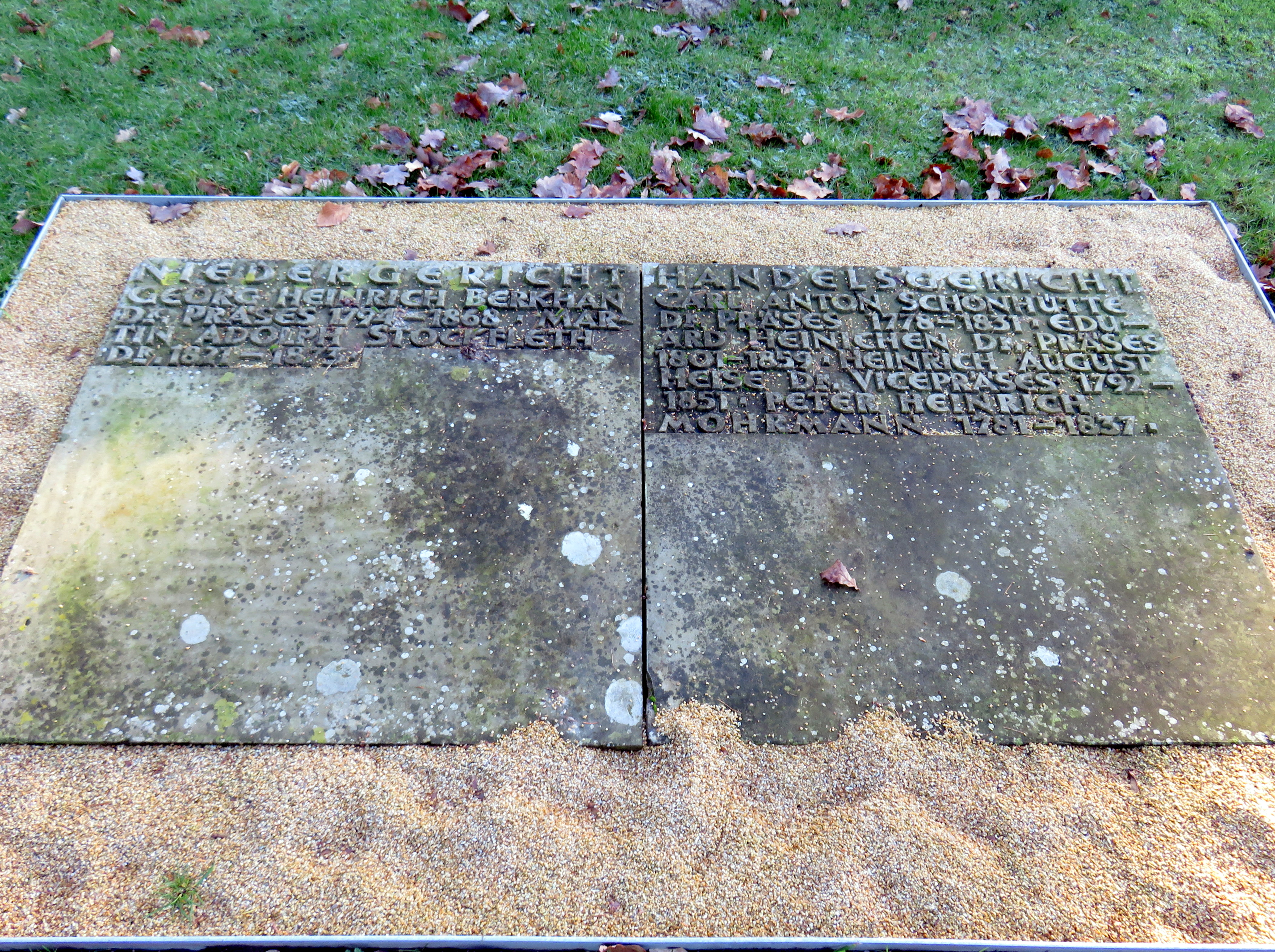
„Georg Heinrich Berkhan Dr. Präses“, Doppelsammelgrabplatte Niedergericht/Handelsgericht,
Friedhof Ohlsdorf

Georg Heinrich Berkhan war Sohn des Hamburger Hauptpastors Georg Heinrich Berkhan (1747–1795). Er wurde 1821 in Göttingen zum Dr. jur. promoviert und im selben Jahr, am 16. November  als Advokat in Hamburg zugelassen.
Ab dem 2. September 1825 war Berkhan zunächst Richter und ab dem 25. September 1835 Präses des Niedergerichts. Er trat 1861 in den Ruhestand.
Berkhan war von 1859 bis 1861 Mitglied der Hamburgischen Bürgerschaft, als Vertreter des Niedergerichts.
An Georg Heinrich Berkhan wird auf der linken Seite des Doppelsammelgrabplatte Niedergericht/Handelsgericht des Althamburgischen Gedächtnisfriedhofs, Friedhof Ohlsdorf, erinnert.